# Карпов, Владимир Фёдорович

Памятник-бюст Владимиру Фёдоровичу Карпову

Владимир Фёдорович Ка́рпов (укр. Володимир Федорович Карпов; 1911—1987) — украинский советский хозяйственный и общественный деятель, директор производственного объединения «Ждановтяжмаш». Герой Социалистического Труда (1971).

## Биография
Родился 4 ноября 1911 года в Молочанске (ныне Токмакский район, Запорожская область, Украина). Работал на инженерных должностях на Новокраматорском машиностроительном заводе, в Донецком совнархозе.
Участник Великой Отечественной войны, разведчик, майор.
В 1961—1980 годах — директор завода «Ждановтяжмаш» в Жданове. При нём закончено строительство дворца культуры «Искра».
Депутат ВС УССР 7—9 созывов (1967—1980). Был пенсионером союзного значения.
В Жданове проживал по адресу: проспект Металлургов, 213/3, квартира 18. Умер 24 сентября 1987 года. Похоронен на Старокрымском кладбище под Мариуполем.

## Награды и премии
- Герой Социалистического Труда (5.4.1971)
- Сталинская премия второй степени (1951) — за создание советского блюминга
- Государственная премия УССР в области науки и техники (1978) — за создание и промышленное внедрение принципиально нового способа получения литых заготовок со свойствами поковок[2].
- Почётный гражданин Мариуполя (3 сентября 1987 года) — за заслуги в годы Великой Отечественной войны, доблестный труд, большой вклад в развитие тяжёлого машиностроения, многолетнюю общественную деятельность[3].
- Почётный работник тяжёлого и транспортного машиностроения СССР
- заслуженный машиностроитель УССР (1980)
- орден Ленина (5.4.1971)
- два ордена Отечественной войны I степени (15.6.1945; 6.11.1985)
- орден Отечественной войны II степени (6.11.1944)
- орден Красной Звезды (17.8.1944)
- три ордена Трудового Красного Знамени (26.4.1956; 17.6.1961; 9.7.1966)
- медали
- орден Заслуг перед Польской народной республикой степени Командора со Звездой (1978)

## Память
В честь Владимира Карпова в Кальмиусском районе Мариуполя названа улица и в 2002 году установлен памятник у центральных проходных ОАО «Азовмаш».